# Тиха нощ, свята нощ
„Тиха нощ, свята нощ“ (на немски: Stille Nacht, heilige Nacht) е най-известната традиционна популярна коледна песен в немскоезичния свят. Автор на оригиналния текст, написан на немски език, е австрийският свещеник Йозеф Мор, а мелодията е композирана от органиста и учител по музика Франц Грубер.
Песента е изпълнена за първи път по време на коледната литургия в нощта на 24 срещу 25 декември 1818 г. в Оберндорф край Залцбург, Австрия и впоследствие е преведена и се разпространява на повече от 320 езика и диалекта в цял свят. От оригиналните шест куплета най-често се пеят само първият, вторият и последният.
Песента е изпята едновременно на немски и английски от войници по време на Коледното примирие през 1914 г. по време на Първата световна война, тъй като е песен, която войниците и от двете страни на фронтовата линия знаят.
През 2011 г. „Тиха нощ, свята нощ“ е призната от ЮНЕСКО за нематериално културно наследство на Австрия. Днес мелодията и текста са обществено достояние.

## Оригинален текст на немски език
Текстът е взет от ръчния нотопис на Франц Грубер от 1860 г. (вж. картинката вдясно)
Stille Nacht! Heilige Nacht!
Alles schläft; einsam wacht
Nur das traute heilige Paar.
Holder Knab im lockigen Haar,
Schlafe in himmlischer Ruh!
Schlafe in himmlischer Ruh!
Stille Nacht! Heilige Nacht!
Gottes Sohn! O wie lacht
Lieb´ aus deinem göttlichen Mund,
Da schlägt uns die rettende Stund,
Christ in deiner Geburt!
Christ in deiner Geburt!
Stille Nacht! Heilige Nacht!
Die der Welt Heil gebracht,
Aus des Himmels goldenen Höhn
Uns der Gnaden Fülle läßt seh´n
Jesum in Menschengestalt,
Jesum in Menschengestalt
Stille Nacht! Heilige Nacht!
Wo sich heut alle Macht
Väterlicher Liebe ergoß
Und als Bruder huldvoll umschloß
Jesus die Völker der Welt,
Jesus die Völker der Welt.
Stille Nacht! Heilige Nacht!
Lange schon uns bedacht,
Als der Herr vom Grimme befreit,
In der Väter urgrauer Zeit
Aller Welt Schonung verhieß,
Aller Welt Schonung verhieß.
Stille Nacht! Heilige Nacht!
Hirten erst kundgemacht
Durch der Engel Alleluja.
Tönt es laut aus Fern und Nah:
Christ, der Retter ist da!
Christ, der Retter ist da!
В съвременната немска версия има някои незначителни промени, засягащи първият, вторият и последният куплет.